# Inês Henriques
Inês Pereira Henriques (Santarém, 1º maggio 1980) è una marciatrice portoghese.
In carriera vanta una medaglia d'oro ai mondiali di Londra 2017 e una agli europei di Berlino 2018, entrambe vinte nella marcia 50 km.

## Biografia
Il 13 agosto 2017 si laurea campionessa nella marcia 50 km ai mondiali di Londra 2017, la prima edizione di sempre ad includere questa specialità a livello femminile, stabilendo anche il nuovo record mondiale con il tempo di 4h05'56".

## Progressione

### Marcia 20 km
| Stagione | Tempo    | Luogo             | Data      | Rank. Mond. |
| -------- | -------- | ----------------- | --------- | ----------- |
| 2017     | 1h30'44" | La Coruña         | 3-6-2017  |             |
| 2016     | 1h29'00" | Roma              | 7-5-2016  |             |
| 2015     | 1h29'52" | Rio Maior         | 18-4-2015 |             |
| 2014     | 1h29'33" | Taicang           | 3-5-2014  |             |
| 2013     | 1h29'30" | La Coruña         | 1-6-2013  |             |
| 2012     | 1h29'54" | Londra            | 11-8-2012 |             |
| 2011     | 1h30'29" | Sesto             | 1-5-2011  |             |
| 2010     | 1h29'36" | La Coruña         | 19-6-2010 |             |
| 2009     | 1h30'34" | Vila Nova de Gaia | 21-2-2009 |             |
| 2008     | 1h31'06" | La Coruña         | 7-6-2008  |             |
| 2007     | 1h30'24" | Leamington Spa    | 20-5-2007 |             |
| 2006     | 1h30'28" | La Coruña         | 13-5-2006 |             |
| 2005     | 1h33'24" | Rio Maior         | 2-4-2005  |             |
| 2004     | 1h31'43" | La Coruña         | 5-6-2004  |             |
| 2003     | 1h36'03" | Čeboksary         | 18-5-2003 |             |
| 2002     | 1h35'07" | Monaco            | 7-8-2002  |             |
| 2001     | 1h34'49" | Amsterdam         | 14-7-2001 |             |
| 2000     | 1h41'09" |                   |           |             |
| 1999     | 1h57'35" |                   |           |             |

### Marcia 50 km
| Stagione | Tempo    | Luogo  | Data      | Rank. Mond. |
| -------- | -------- | ------ | --------- | ----------- |
| 2017     | 4h05'56" | Londra | 13-8-2017 |             |

## Palmarès
| Anno | Manifestazione    | Sede           | Evento        | Risultato | Prestazione | Note                                     |
| ---- | ----------------- | -------------- | ------------- | --------- | ----------- | ---------------------------------------- |
| 1996 | Mondiali juniones | Sydney         | Marcia 5000 m | 22ª       | 25'17"22    |                                          |
| 1998 | Mondiali juniones | Annecy         | Marcia 5000 m | 24ª       | 23'54"51    |                                          |
| 2001 | Europei under 23  | Amsterdam      | Marcia 20 km  | 10ª       | 1h34'49"    |                                          |
| 2001 | Mondiali          | Edmonton       | Marcia 20 km  | dq        | dq          |                                          |
| 2002 | Europei           | Monaco         | Marcia 20 km  | 15ª       | 1h35'07"    |                                          |
| 2004 | Giochi olimpici   | Atene          | Marcia 20 km  | 25ª       | 1h33'53"    |                                          |
| 2005 | Mondiali          | Helsinki       | Marcia 20 km  | 27ª       | 1h35'44"    |                                          |
| 2007 | Mondiali          | Osaka          | Marcia 20 km  | 7ª        | 1h33'06"    |                                          |
| 2009 | Mondiali          | Berlino        | Marcia 20 km  | 10ª       | 1h32'51"    |                                          |
| 2010 | Europei           | Barcellona     | Marcia 20 km  | 8ª        | 1h32'26"    |                                          |
| 2011 | Mondiali          | Taegu          | Marcia 20 km  | 8ª        | 1h32'06"    |                                          |
| 2012 | Giochi olimpici   | Londra         | Marcia 20 km  | 12ª       | 1h29'54"    |                                          |
| 2013 | Mondiali          | Mosca          | Marcia 20 km  | 9ª        | 1h30'28"    |                                          |
| 2014 | Europei           | Zurigo         | Marcia 20 km  | 13ª       | 1h31'32"    |                                          |
| 2015 | Mondiali          | Pechino        | Marcia 20 km  | 23ª       | 1h34'47"    |                                          |
| 2016 | Giochi olimpici   | Rio de Janeiro | Marcia 20 km  | 12ª       | 1h31'28"    |                                          |
| 2017 | Mondiali          | Londra         | Marcia 50 km  | Oro       | 4h05'56"    | Record mondiale                          |
| 2018 | Europei           | Berlino        | Marcia 50 km  | Oro       | 4h09'21"    | Record dei campionati                    |
| 2019 | Mondiali          | Doha           | Marcia 50 km  | dnf       | dnf         |                                          |
| 2022 | Mondiali          | Eugene         | Marcia 20 km  | 32ª       | 1h38'32"    |                                          |
| 2022 | Mondiali          | Eugene         | Marcia 35 km  | 13ª       | 2h51'12"    | Miglior prestazione personale stagionale |
| 2022 | Europei           | Monaco         | Marcia 35 km  | 9ª        | 2h58'34"    |                                          |
| 2023 | Mondiali          | Budapest       | Marcia 35 km  | dnf       | dnf         |                                          |